# Орден Почёта (Южная Осетия)
Орден Почёта (осет. Кады Нысан) — одна из государственных наград частично признанной Республики Южная Осетия.
«Орден почета» является высшей государственной наградой. Им награждают особо отличившихся людей за выдающиеся заслуги в различных сферах деятельности, за выдающиеся достижения, за многолетнюю работу на благо республики.